# دائرة بئر توتة
دائرة بئر توتة إحدى دوائر الجزائر التابعة لولاية الجزائر. عاصمتها هي بئر توتة و تضم بلديات بئر توتة و أولاد شبل و تسالة المرجة.

## مواضيع ذات صلة
- تاريخ ولاية الجزائر
- دوائر ولاية الجزائر
- بلديات ولاية الجزائر